# San Javier megye (Misiones)
San Javier egy megye Argentína északkeleti részén, Misiones tartományban. Székhelye San Javier.

## Népesség
A megye népessége a közelmúltban a következőképpen változott:
| Év   | Lakosság |
| ---- | -------- |
| 2001 | 19 109   |
| 2010 | 20 906   |